# Джибути на летних Олимпийских играх 2000
Джибути принимала участие в Летних Олимпийских играх 2000 года в Сиднее (Австралия) в пятый за свою историю, но не завоевала ни одной медали. Сборную страны представляли 1 мужчина и, впервые, 1 женщина, участвовавшие в соревнованиях по лёгкой атлетике.

## Лёгкая атлетика
Спортсменов — 2
Мужчины
| Спортсмен        | Вид     | Результат      | Место |
| ---------------- | ------- | -------------- | ----- |
| Омар Дахер Гадид | Марафон | не финишировал | -     |

Женщины
| Спортсмен     | Вид   | Забег     | Забег | Полуфинал | Полуфинал | Финал     | Финал     |
| Спортсмен     | Вид   | Результат | Место | Результат | Место     | Результат | Место     |
| ------------- | ----- | --------- | ----- | --------- | --------- | --------- | --------- |
| Рода Али Вайс | 800 м | 2.31,71   | 8     | Не прошла | Не прошла | Не прошла | Не прошла |